# Pteronotus
Pteronotus là một chi động vật có vú trong họ Mormoopidae, bộ Dơi. Chi này được Gray miêu tả năm 1838. Loài điển hình của chi này là Pteronotus davyi Gray, 1838.

## Các loài
Chi này gồm các loài: